# 上毛モスリン
上毛モスリン株式会社（じょうもうモスリン）は、明治・大正期に主に群馬県の館林で織物業を営んだ企業。館林製粉（日清製粉の前身）とならんで館林の近代化に寄与し、館林出身の小説家田山花袋の作品にも登場するが、大正バブルの影響で投機的資本家による乱脈経営の餌食となり破綻した。

## 事業
その名の通りモスリンの製織を事業としていた。日本でいうモスリンとは梳毛を用いた薄手の毛織物で、明治前期には盛んに輸入されていた。館林周辺では伝統的に機織業が盛んであったが、荒井藤七、鈴木平三郎らはモスリンの国産化が有望とみて取り組み、1895年（明治28年）におそらく日本で初めて製織に成功したものと考えられている。翌年には羊毛の輸入関税が撤廃されたことで、輸入織機を用いて大規模なモスリン製織に乗り出す会社が相次いだが、荒井らは当初独自開発の手機法を用いていたことと、内陸で原材料の輸送に難があったために小規模に留まっていた。東京・大阪の資本を取り込み、1907年に東武鉄道伊勢崎線が開通したことで輸送面も大きく改善したことから近代的な大規模工場を稼働させたのが1910年（明治43年）になってからである。しかしこの頃にはすでに国産モスリンの供給力が過剰になりつつあり、投資に見合った利益を上げることは容易ではなくなっていた。

## 沿革
上毛モスリン株式会社は群馬県邑楽郡館林町の有志が創業した織物工場を母体として1902年（明治35年）4月に設立され、当初資本金2万円は1912年（明治45年）には400万円と躍進を遂げた。しかしこれによって東京や関西の投資家の発言力が強くなり、経営陣の内部や株主との間で意見が対立することがたびたび起きた。第一次世界大戦の影響による原料不足がきっかけの経営不振の折には、大阪の毛斯綸紡織の経営で評価の高かった松尾久男が専務取締役となって経営立て直しに成功した。しかし1921年（大正10年）から翌年にかけて川又貞次郎らによる実質的な乗っ取りが起こり、経営難に陥っていた大日本紡織（練馬）や富士毛織（沼津）を合併するなど強気の経営方針となったが、直後の関東大震災により受けた打撃から立ち直ることができずに破綻した。
- 1894年（明治27年）6月 - 荒井藤七、鈴木平三郎らがモスリン製織に着手する。[7]
- 1896年（明治29年）7月 - 毛布織合資会社（資本金1万円）を設立する。[7]
- 1897年（明治30年） - 工場を鞘町（現・館林市仲町）に建設する。[8]
- 1902年（明治35年）4月 - 上毛モスリン株式会社（資本金2万円）に改組[2]
- 1910年（明治43年） - 館林城二の丸跡の新工場の操業を開始する。[8]
- 1912年（明治45年） - 日本毛糸モスリン株式会社（岐阜工場）を買収する。[2]
- 1916年（大正5年）10月 - 岐阜工場を日本毛糸紡績株式会社に売却する。[2][9]
- 1923年（大正12年）2月28日 - 大日本紡織株式会社（練馬工場）を買収する。[10][5]。
- 1923年（大正12年）6月30日 - 富士毛織株式会社（沼津工場）を買収[5][6]。
- 1923年（大正12年）9月1日 - 関東大震災により練馬工場が倒壊。
- 1926年（大正15年）8月 - 破産申し立て[8][9]
- 1927年（昭和2年）5月 - 債権者の一部が練馬工場を引き受けるため武蔵紡織株式会社を設立。また日本興業銀行は社債400万円の担保となっていた中山・館林工場を引き受けるため共立モスリン株式会社を設立し、これに日本毛織が390万円を出資する。[9]
- 1927年（昭和2年）6月27日 - 館林工場と中山工場を抵当権により共立モスリン株式会社に譲渡[8]
- 1974年（昭和49年）10月1日 - 商法附則（昭和49年法律第21号）第13条1項の規定により会社組織を解散する。

## 事務所
1908年から1910年にかけて館林城二の丸跡に館林工場を建築した際に建てられた事務所が、上毛モスリン株式会社のほぼ唯一の遺構として現在も残っている。木造瓦葺2階建ての擬洋風建築で、全体は尺貫法による入母屋造であるが、上げ下げ窓、柱、手すり、天井など随所に洋風の意匠が取り入れられている。背面にレンガ造りの金庫・文書庫が付けられているのが特徴的。館林工場は上毛モスリンが破綻した後も日本毛織や神戸生絲などの工場として存続していたが、館林市庁舎の建設予定地になると1977年に地元から保存の要望が出された。結果、およそ600mほど曳家により移転して保存されることとなり、1978年に群馬県の重要文化財に指定され、1981年に館林市第二資料館の一部として公開された。

## 工場

### 館林工場
所在地：群馬県邑楽郡館林町14番地
- 1897年（明治30年） - 前身となる工場を鞘町（現・館林市仲町）に建設[8]
- 1910年（明治43年） - 館林城二の丸跡（現・館林市城町2）の新工場の操業開始[8]（4月12日に開業記念式を挙行）[12]
- 1927年（昭和2年）10月 - 日本興業銀行と日本毛織が出資する共立モスリン株式会社に所有権が移る[8][9]
- 1941年（昭和16年） - 共立モスリンが日本毛織に合併[8]
- 1943年（昭和18年）4月30日 - 中島飛行機に貸与され同館林分工場と改称[8]
- 1945年（昭和20年） - GHQに接収され倉庫として利用される[8]
- 1947年（昭和22年）8月1日 - 神戸生絲に賃貸され同館林工場となる[8][13]
- 1978年（昭和53年） - 一部が市庁舎建設地となり、旧上毛モスリン事務所を市へ譲渡[8]
- 1992年（平成4年） - 神戸生絲館林工場が館林市羽附旭町へ移転する。跡地は市役所東広場となる。[8]

### 岐阜工場
所在地：岐阜県岐阜市鶴田町3丁目
- 1912年（明治45年）5月 - 日本毛糸モスリン株式会社により開設せられ、まもなく上毛モスリンが買収[2][9]
- 1916年（大正5年）10月 - 岐阜工場を日本毛糸紡績株式会社に売却[2][9]
- 1918年（大正7年）8月 - 日本毛織に合併[9]
- 1942年（昭和17年）11月 - 川西機械製作所に貸与[14]
- 1945年（昭和20年）7月9日 - 岐阜空襲により焼失
- 1949年（昭和24年）5月 - 日本専売公社名古屋地方局岐阜工場[15]
- 1985年（昭和60年）4月1日 - 日本たばこ産業(JT)に継承
- 1988年（昭和63年）2月1日 - JT岐阜工場を廃止。北海製罐との共同出資で株式会社ジェイティキャニング設立
- 2002年（平成14年）4月1日 - 株式会社西日本キャンパックへ改称

### 中山工場
所在地：千葉県東葛飾郡中山町鬼高161
- 1920年（大正9年） - 操業開始
- 1927年（昭和2年）10月 - 日本興業銀行と日本毛織が出資する共立モスリン株式会社に所有権が移る[8][9]
- 1941年（昭和16年） - 共立モスリンが日本毛織に合併[8]
- 1982年（昭和57年） - 閉鎖
- 1988年（昭和63年）11月25日 - ニッケコルトンプラザ開業

### 練馬工場
所在地：東京府北豊島郡下練馬村谷戸7007
- 1921年（大正10年）11月 - 大日本紡織株式会社（1918年10月設立・社長藤山雷太）[16]の練馬工場として操業開始[17]
- 1923年（大正12年）3月6日 - 上毛モスリンが大日本紡織を買収[10][5]
- 1923年（大正12年）9月1日 - 関東大震災によりほぼ全壊となり、女性8名、男性1名が死亡[18]
- 1927年（昭和2年）5月 - 上毛モスリンの整理に伴い債権者らが武蔵紡織株式会社を設立[9]
- 1928年（昭和3年）3月 - 東洋モスリン株式会社が武蔵紡織を買収することで和解[19]
- 1941年（昭和16年）9月11日 - 鐘淵紡績株式会社が東洋紡織工業を合併[20]
- 1970年（昭和45年）12月19日 - 鐘淵紡績練馬工場が閉場となる。フェルト事業の生産設備、たな卸資産、営業権などを市川毛織へ譲渡[20]
- 1983年（昭和58年） - 練馬文化センター開場

### 東京工場
所在地：東京府北豊島郡巣鴨町上駒込177（現・豊島区駒込1丁目28）
- 1908年（明治41年）9月 - 間野秀俊が駒込絹毛糸製造所として創業[22]
- 1913年（大正2年）7月29日 - 東京絹毛紡績合資会社（代表間野秀俊）を設立[23][24][25]
- 1917年（大正6年）3月3日 - 東京絹毛紡織株式会社（社長高橋虎太）の設立に参加し東京工場となる[26][27]
- 1922年（大正11年）7月10日 - 東京絹毛紡織は減資を経て富士毛織株式会社と改称[28][29][30]
- 1923年（大正12年）6月 - 上毛モスリンが富士毛織を買収[5][31]
- 1926年（大正15年）11月 - 駒込紡績株式会社（社長三浦良幹）開業[32][33]
- 1934年（昭和9年）2月2日 - 火災により全焼[34]

### 仙台工場
所在地：宮城県仙台市北二番丁
- 1916年（大正5年）11月 - 青山秀次郎が合資会社青山製絨所として開業[35]（創業を1915年11月とする資料もある[36]）
- 1917年（大正6年）3月 - 東京絹毛紡織株式会社（社長高橋虎太）の設立に参加し仙台工場となる[37]
- 1921年（大正10年）9月 - 東京絹毛紡織は減資に伴い富士毛織株式会社と改称[29]
- 1923年（大正12年）6月 - 上毛モスリンが富士毛織を買収[5][31]
- 1925年（大正14年）8月 - 売却[1]

### 沼津工場
所在地：静岡県沼津市上土町七反田157（現在の高島町）
- 1919年（大正8年）12月 - 東京絹毛紡織株式会社（1917年3月設立・社長高橋虎太）[39]の沼津工場として操業開始[40]
- 1920年（大正9年）10月16日 - 火災により全焼[41]
- 1921年（大正10年）9月 - 東京絹毛紡織は減資に伴い富士毛織株式会社と改称[29]
- 1923年（大正12年）6月 - 上毛モスリンが富士毛織を買収[5][31]
- 1927年（昭和2年）3月 - 上毛モスリンの整理に伴い沼津毛織株式会社設立[14]
- 1941年（昭和16年）7月1日 - 大東紡織が沼津毛織を合併[14]
- 1943年（昭和18年）12月1日 - 三井精機工業が大東紡織沼津工場を買収し沼津製作所とする[42]
- 1945年（昭和20年）7月17日 - 沼津大空襲により焼失[43]